# Lingua norn
La lingua norn era una lingua germanica settentrionale parlata nelle isole Shetland e Orcadi al largo della Scozia ed estintasi nel 1850.

## Storia

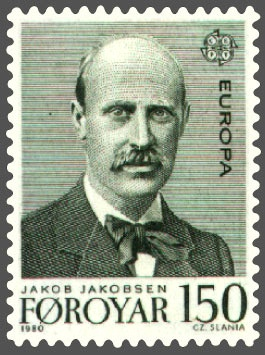
Il linguista faroese Jakob Jakobsen studiò il faroese e il norn delle Shetland e delle Orcadi.

Parlata dagli antichi vichinghi che si trasferirono nelle isole sopraelencate, e nel nord della Scozia, molti aspetti e parole di questa lingua si possono trovare nello scots o in alcuni dialetti presenti nelle zone in cui era parlato il norn.
Il norn si estinse nel 1850 con la morte di Walter Sutherland, abitante del villaggio scozzese di Skaw; il linguista faroese Jakob Jakobsen (1864-1918) scrisse sul norn:
(Jakob Jakobsen, 1894)

## Esempi
Padre Nostro:
- Norn delle Orcadi:

Favor i ir i chimrie, / Helleur ir i nam thite,
gilla cosdum thite cumma, / veya thine mota vara gort
o yurn sinna gort i chimrie, / ga vus da on da dalight brow vora
Firgive vus sinna vora / sin vee Firgive sindara mutha vus,
lyv vus ye i tumtation, / min delivera vus fro olt ilt. 
Amen.
- Norn delle Shetland:

Fyvor or er i Chimeri. / Halaght vara nam dit.
La Konungdum din cumma. / La vill din vera guerde
i vrildin sindaeri chimeri. / Gav vus dagh u dagloght brau.
Forgive sindorwara / sin vi forgiva gem ao sinda gainst wus.
Lia wus ikè o vera tempa, / but delivra wus fro adlu idlu.
[For do i ir Kongungdum, u puri, u glori.] Amen.
- Norreno occidentale:

Faþer vár es ert í himenríki, / verði nafn þitt hæilagt
Til kome ríke þitt, / værði vili þin
sva a iarðu sem í himnum. / Gef oss í dag brauð vort dagligt
Ok fyr gefþu oss synþer órar, / sem vér fyr gefom þeim er viþ oss hafa misgert
Leiðd oss eigi í freistni, / heldr leys þv oss frá ollu illu. 
Amen.
- Faroese

Faðir vár, tú sum ert í himlinum. / Heilagt verði navnið títt.
Komi ríkið títt. / Verði vilji tín, 
so sum á himli, so á jørð. / Gev okkum í dag okkara dagliga breyð.
Fyrigev okkum syndir okkara, / so sum vit eisini fyrigeva teimum, ið móti okkum synda.
Leið okkum ikki í freistingar, / men frels okkum frá tí illa.
[Tí at títt er ríkið, valdið og heiðurin um aldur og allar ævir.] Amen.
- Islandese

Faðir vor, þú sem ert á himnum. / Helgist þitt nafn, 
til komi þitt ríki, / verði þinn vilji,
svo á jörðu sem á himni. / Gef oss í dag vort daglegt brauð.
Fyrirgef oss vorar skuldir, / svo sem vér og fyrirgefum vorum skuldunautum.
Og eigi leið þú oss í freistni, / heldur frelsa oss frá illu.
[Því að þitt er ríkið, mátturinn og dýrðin að eilífu.] Amen.
- Norvegese (nynorsk)

Fader vår, du som er i himmelen! / Lat namnet ditt helgast.
Lat riket ditt koma. / Lat viljen din råda
på jorda så som i himmelen. / Gjev oss i dag vårt daglege brød.
Forlat vår skuld, / som vi òg forlèt våre skuldmenn.
Før oss ikkje ut i freisting, / men frels oss frå det vonde.
[For riket er ditt, og makta og æra i all æve.] Amen.

## Frasi in norn
Guðen dag - Buongiorno
Hvarleðes hever du dað? - Come stai?
Eg hev dað gott, takk, og du? - Bene, grazie tu?
Hvat heder du? - Come ti chiami?
Eg hedi ... - Mi chiamo ...
Hvaðan ert du? - Da dove vieni?
Eg er ur Hjetlandi - Vengo dalle Shetland